# 1880 في إسبانيا
فيما يلي قوائم الأحداث التي وقعت خلال عام 1880 في إسبانيا.

## سياسة

### انتهاء فترة المنصب
- 1 يناير – رايموندو فرنانديز فيلافيردي Civil Governor of the Province of Madrid  [لغات أخرى]‏.

## مواليد

### يناير
- 1 يناير – ماتيو مورال أمين مكتبة إسباني.
- 10 يناير – مانويل أثانيا[1]

### أغسطس
- 9 أغسطس – رامون بيريث دى أيالا كاتب إسباني.[2]
- 22 أغسطس – جوليان بلاسيوش لاعب كرة قدم إسباني.

### سبتمبر
- 11 سبتمبر – مرسيدس[3]

### أكتوبر
- 4 أكتوبر – جوان مارش[4]

## وفيات

### يناير
- 1 يناير – خواكين بارترينا (مواليد 1850) كاتب إسباني.